# Montano Antilia

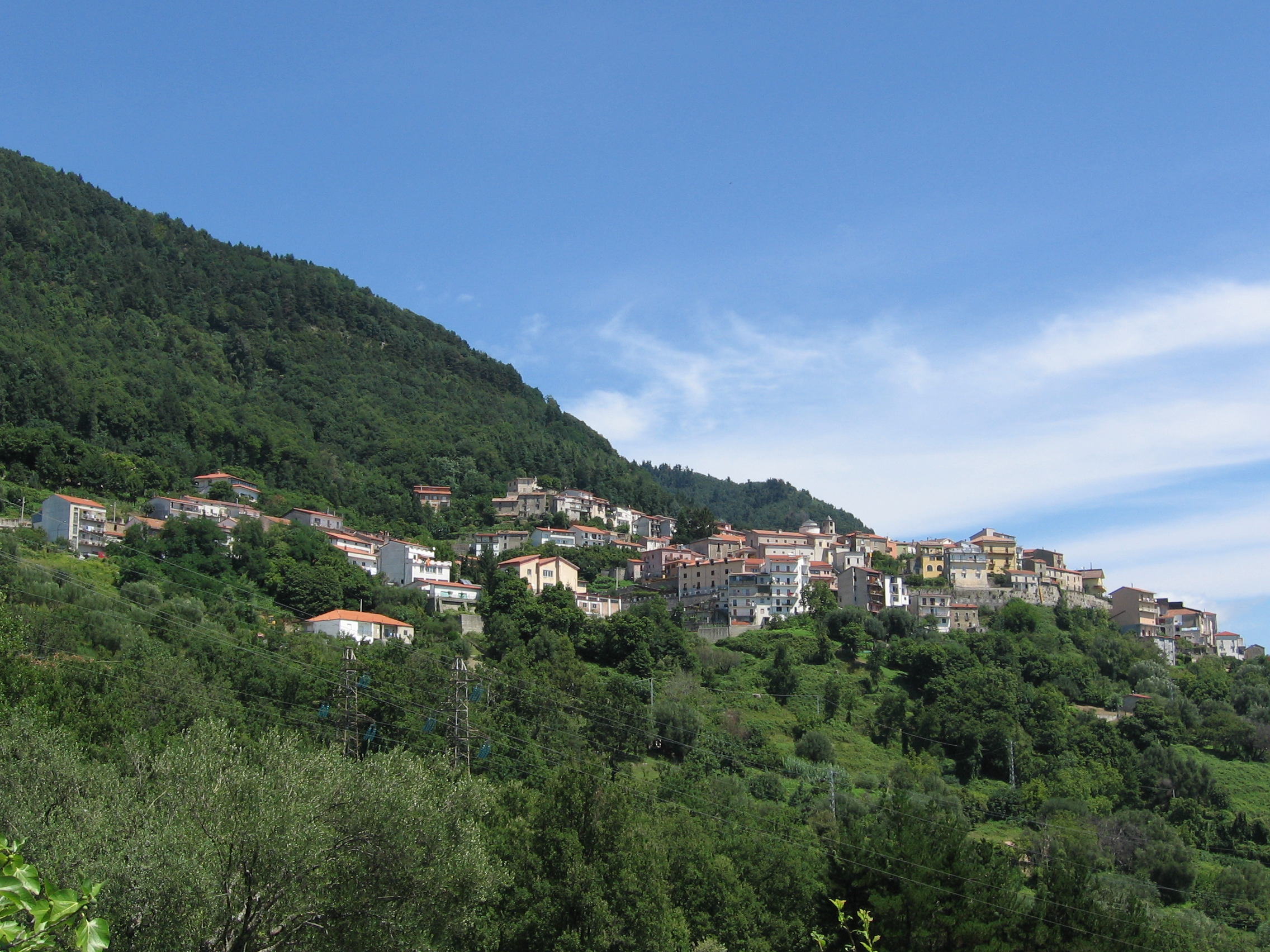

Montano Antilia ist eine süditalienische Gemeinde (comune) mit 1678 Einwohnern (Stand: 31. Dezember 2023) in der Provinz Salerno in der Region Kampanien. Sie ist Teil der Comunità Montana Zona del Lambro e del Mingardo. Schutzpatron des Ortes ist der hl. Sebastian.

## Geografie
Der Ort liegt südöstlich von Salerno nahe der Stadt Vallo della Lucania im Cilento innerhalb des Nationalpark Cilento und Vallo di Diano, etwa 3,5 Kilometer Luftstrecke vom Mittelmeer entfernt. Unweit erhebt sich der Monte Gelbison. Das Gemeindegebiet umfasst eine Fläche von 33,44 km². Der Ort liegt auf einer Höhe von 767 Metern über dem Meer und ist damit der höchstgelegene Ort im Cilento. Ortsteile (frazioni) sind Abatemarco und Massicelle. Die Nachbargemeinden sind Celle di Bulgheria, Centola, Futani, Laurito, Novi Velia, Rofrano und San Mauro la Bruca.